# Acid pentadecanoic
Acidul pentadecanoic (cunoscut și sub denumirea de acid pentadecilic) este un acid carboxilic natural cu formula de structură restrânsă CH3-(CH2)13-COOH. Este un acid gras saturat, având 15 atomi de carbon.